# Малахов Георгій Михайлович
Гео́ргій Миха́йлович Мала́хов (* 29 березня 1907, Білопілля Сумської області — † 2 липня 2001, Кривий Ріг). Український вчений в галузі гірничої справи — новатор у галузі залізорудної та марганцеворудної розробки, доктор технічних наук — 1951, професор — 1953, академік АН УРСР — 1967.

## Життєпис
1930 закінчив Дніпропетровський гірничий інститут, на керівній роботі гірничих підприємств підприємств. Працював начальником дільниці, був завідувачем відділу механізації і пневматичного буріння, завідувачем гірничих робіт, головним інженером Інгулецького рудоуправління, рудоуправління ім. газети «Правда», рудоуправління ім. Дзержинського — Криворізьке залізорудне родовище.
Протягом 1939—1941 років — начальник Криворізького сектора гірничорудного НДІ.
В 1941—1944 роках — головний інженер рудника Бакал Челябінської області — після евакуації гірничого інституту на Урал. Керував будівництвом залізничної гілки до Кварицтного рудника, впровадив на руднику нову технологію видобування руди, у 1943 році тут видобувалося її на 180 % більше у порівнянні із 1942.
Протягом 1944—1945 років — головний інженер будівництва Дашкесанського рудника в Азербайджанській РСР.
В 1946—1973 роках працює в Криворізькому гірничорудному інституті, в 1951—1973 роках — його ректор.
з 1973 року — завідувач відділу охорони надр, проблем розробки та комплексного використання сировини Інституту геологічних наук АН УРСР.
Володів іноземними мовами, у Фрайберзькій гірничій академії, також у гірничих коледжах міст Глазго і Кемпберн.
Автор понад 360 праць щодо високоефективних способів видобування корисних копалин, методів розкриття і підготовки родовищ, по розробках способів буропідривних робіт, з них 26 монографій.
Як педагог підготував 14 докторів та 73 кандидати наук.
Лауреат Державної премії СРСР — 1948 (за розробку і впровадження високоефективної системи поверхнево-примусового обрушення з відбійкою руди глибокими свердловинами), та Державної премії УРСР − 1970 (за докорінне удосконалення методів розробки потужних родовищ), премії ім. Вернадського — 1987, із співавторами, нагрудним знаком «Шахтарська слава» трьох ступенів, орденом Леніна.
1997 року Криворізька міська рада нагородила його відзнакою виконкому «За заслуги перед містом» III ступеня.
Серед його робіт:
- «Зниження втрат та розбіднення руди при розробці Криворізького басейну» — 1955,
- «Випуск руди із обрушених блоків» — 1958,
- «Системи підземної розробки залізорудних родовищ» — 1958,
- «Підземна розробка магнетитових кварцитів в Криворізькому басейні» — 1983,
- «Циклічно-потокова технологія підземної розробки магнетитових кварцитів» — 1986.

Зареєстровано 15 свідоцтв на винаходи, зокрема
- «Спосіб комбінованої розробки родовищ корисних копалин», 1980, в групі співавторів — Н. А. Гончаренко, О. С. Брюховецький, А. Д. Черних

## Джерело
- http://www.mining-enc.ru/m/malaxov/ [Архівовано 22 січня 2013 у Wayback Machine.]
- Малахов Георгій Михайлович
- Виконком Криворізької міської ради
- УРЕ [Архівовано 4 березня 2016 у Wayback Machine.]